# Tonight's the Night (album de Neil Young)
Pour les articles homonymes, voir Tonight's the Night.
Albums de Neil Young
On the Beach
(1974) Zuma
(1975)
Singles
1. Come On Baby Let's Go Downtown
Sortie : 1975  uniquement[1]
2. Tonight's the Night
Sortie : 1975  uniquement[2]

Tonight's the Night est le sixième album studio et solo du chanteur et guitariste canadien Neil Young. Il est sorti le 20 juin 1975 sur le label Reprise Records et a été produit par Neil Young, David Briggs, Elliot Mazer et Tim Mulligan.

## Historique
En 1974 Neil Young est traumatisé : après les succès de Harvest et de After the Gold Rush, il vient de finir une tournée épuisante (Time Fades Away), et le guitariste Danny Whitten de Crazy Horse et le roadie Bruce Berry sont tous les deux morts d'overdose dans les mois précédents. Il s'extériorise par cet album très noir enregistré sous l'empire d'alcool et de drogues, en particulier sur les deux chansons éponymes. Mal accueilli par sa maison de disques la parution est repoussée de deux ans. Elle sort à la place On the Beach, pourtant guère plus gai. Malgré de belles ballades (Albuquerque ou World On A String) cet album ne s'inscrit pas dans les "standard commerciaux"[C'est-à-dire ?] et peut être considéré aujourd'hui comme faisant partie des albums fondateurs du mouvement punk et du Rock alternatif.[réf. nécessaire]

### L'enregistrement
Neil Young et ses musiciens font quelques sessions aux studios Sunset Sound Recorders de Los Angeles mais Neil décide qu'un studio aussi équipé et compétent n'est pas l'endroit idéal pour enregistrer l'album qu'il imagine. L'enregistrement est finalement réalisé du 22 août au 13 septembre 1973 dans un studio qui loue aussi des équipements musicaux, le Studio Instrument Rentals sur Sunset Boulevard à Hollywood, et qui possède une pièce pour répéter avec une petite scène. Un studio mobile est parqué derrière le bâtiment et raccordé aux musiciens par un trou percé dans le mur.
Le groupe de Neil se compose à ce moment-là de la section rythmique de Crazy Horse, Ralph Molina (batterie) et Billy Talbot (basse), Nils Lofgren (guitare) qui accompagne parfois Crazy Horse et Ben Keith (pedal steel) avec qui Neil Young a travaillé sur l'album Harvest. Neil appelle le groupe les Santa Monica Flyers.
Les chansons de l'album sont enregistrées dans les conditions du "Live" avec peu ou pas de re-recording, Neil chantant parfois trop près ou trop loin du microphone, le tout accompagné par un groupe qui a déjà copieusement arrosé l’événement.
Le titre Come On Baby Let's Go Downtown est un enregistrement public au Fillmore East de New York datant du 7 mars 1970 avec Danny Whitten au chant et à la guitare. On peut retrouver cette chanson sur l'album en public de Neil Young, Live at the Fillmore East.
Les chansons Lookout Joe et Borrowed Tune sont enregistrées chez Neil Young à Redwood City au Broken Arrow Ranch, respectivement en décembre 1972 et décembre 1973.

### Réception
Tonight's the Night se classe à la 25e place du Billboard 200 aux États-Unis. En France il atteint la 11e place des charts.
En 2003, l'album est classé 323e des 500 plus grands albums de tous les temps par le magazine Rolling Stone (et 330e du classement 2012).
Il est cité par Robert Dimery dans son ouvrage Les 1001 albums qu'il faut avoir écoutés dans sa vie.

## Liste des titres
- Compositions de Neil Young sauf Come On Baby Let's Go Downtown de Danny Whitten / Neil Young.

Face 1
1. Tonight's The Night - 4:39
2. Speakin' Out - 4:56
3. World On A String - 2:27
4. Borrowed Tune - 3:36
5. Come On Baby Let's Go Downtown - 3:35 (Live at Fillmore East)
6. Mellow My Mind - 3:07

Face 2
1. Roll Another Number (For The Road) - 3:02
2. Albuquerque - 4:02
3. New Mama - 2:11
4. Lookout Joe - 3:57
5. Tired Eyes - 4:38
6. Tonight's The Night - Part II - 4:52

## Musiciens
- Selon le livret inclut avec l'album :
- Neil Young - chant, guitare (3, 5-9, 11), piano (1, 2, 4),  harmonica (3, 4, 6), vibraphone (8)
- Ben Keith - guitare pedal steel (3, 6), guitare slide (9), chœurs (1, 2, 6, 7, 9))
- Danny Whitten - guitare électrique (5), chœurs
- Billy Talbot - basse (1-8, 11, 12)
- Tim Drummond - basse (10)
- Nils Lofgren - piano (3, 6-9, 11), chœurs (6, 7, 11), guitare (1, 2)
- Jack Nitzsche - piano électrique (5), piano (9)
- Ralph Molina - batterie, chœurs (1-3, 5-9, 11, 12)
- Kenny Buttrey - batterie (10)
- George Whitsell - chœurs (9)

## Citation
- «Cet album a été conçu pour Danny Whitten et Bruce Berry qui ont vécu et qui sont morts pour le Rock 'n' Roll»
- «C'est un des disques de rock les plus lugubres de tous les temps. Les drogues et la mort en sont les sujets principaux. On y parle de Danny Whitten et de Bruce Berry».
- «Bruce était roadie pour CSN&Y, il s'occupait des guitares de Stephen Stills. C'était vraiment un mec très cool, toujours là dans les bons moments. Et puis, d'un seul coup, c'est devenu un autre mec. Il s'est mis à vendre les guitares de ses copains. Et là, nous avons tous compris. Les guitares disparaissaient, il racontait des conneries... Puis il est mort.»

Neil Young. Pleine Lune. Inrockuptibles 12/1992. Interview de Nick Kent.

## Charts et certifications

### Album
Charts
| Pays                          | Durée du classement | Meilleur classement | Date              |
| ----------------------------- | ------------------- | ------------------- | ----------------- |
| Canada (RPM)                  | 16 semaines         | 12e                 | 20 septembre 1975 |
| États-Unis (Billboard 200)    | 12 semaines         | 25e                 | 9 août 1975       |
| France (SNEP)                 | 12 semaines         | 11e                 | 19 juillet 1975   |
| Pays-Bas (MegaCharts)         | 6 semaines          | 10e                 | 19 juillet 1975   |
| Royaume-Uni (UK Albums Chart) | 1 semaine           | 48e                 | 29 juin 1975      |

Certifications
| Pays        | Certification | Ventes   | Date            |
| ----------- | ------------- | -------- | --------------- |
| Australie   | Or            | 35 000 + | 2 novembre 2001 |
| Royaume-Uni | Argent        | 60 000 + | 15 août 2014    |